# Филармонический оркестр Радио Франции
Филармонический оркестр Радио Франции (фр. Orchestre philharmonique de Radio France) — французский симфонический оркестр, базирующийся в Париже. До 1989 года назывался «Новый филармонический оркестр Радио Франции» (Nouvel Orchestre philharmonique de Radio France)
Оркестр, в основном, специализируется на современной музыке. Среди композиторов, чьи сочинения были впервые исполнены оркестром, — Андре Жоливе, Витольд Лютославский, Бруно Мадерна, Яннис Ксенакис, Дариус Мийо, Оливье Мессиан, Ханс Вернер Хенце, Лучано Берио, Петер Этвёш, Франко Донатони, Эдисон Денисов, Паскаль Дюсапен, Чэнь Циган и др. В то же время среди значительных событий в музыкальной жизни Франции было осуществлённое оркестром полное исполнение тетралогии Рихарда Вагнера «Кольцо Нибелунга» (концертная версия 1986, сценическая — 1988), до этого не исполнявшейся во Франции целиком на протяжении 30 лет. Впервые во Франции в исполнении оркестра прозвучала «Елена Египетская» Рихарда Штрауса.

## Руководители оркестра
- Жильбер Ами (1976—1989, музыкальный руководитель)
- Марек Яновский (1989—2000, музыкальный руководитель, до этого на протяжении 5 лет главный приглашённый дирижёр)
- Чон Мён Хун (2000—2015)
- Микко Франк (с 2015 года)[1]